# Тулска област
Тулска област (рус. Тульская область), је конститутивни субјект Руске Федерације са статусом области на простору Средишњег федералног округа у европском делу Русије. Садашње границе су постављене 26. септембра 1937. године. Административни центар области је град Тула. Област има површину од 25700 km² и ажурирано: 2010., има популацију од 1.553.925. Од 2. фебруара 2016. године, тренутни гувернер области је Алексеј Дјумин,

## Етимологија
Област носи име по административном центру, граду Тула. Град је основан 1146. године на ушћу реке Тулица (која се тад звала Тула) у реку Упу, па је и град по реци добио име.
Хидроним имена Тула се често повезује са угро-финским називима за друге водене токове: Тула, Тулокса, Тулос, Тулома итд; али и са туркијским: тула - мочвара, блато.

## Историја
Тулска област је насељена од каменог доба, што показују открића гробља (курган) и старих насеља. До осмог века ова земља је била окупирана западнословенским племеном Вјатичи, који су култивисали земљу, трговали и бавили се занатством. То потврђују и евиденције у регистарима имовине, у којима се спомиње "древно насеље" које се налази на месту где се мала Тулица улива у реку Упу. Прво помињање Тулске области налази се у Никоновој хроници у вези са кампањом принца Свјатослава Олговича. Хроника напомиње да је 1146. године принц, који је кренуо ка Рјазању, пролазио кроз низ других насеља, укључујући Тулу, која је тада припадала Рјазањској Кнежевини.

## Географија
Тулска област се налази у централном федералном округу Русије и граничи се са Московском, Риазањском, Липецком, Орловском и Калушком области.

### Реке
Туљска Област има више од 1600 река и токова. Главне реке укључују:
- Река Дон
- Река Ока
- Река Упа

### Природни ресурси
Област је богата гвозденом рудом, глином, кречњаком и депонијама лигнита (угља). Депозит лигнита је део московског угљеног басена.

### Клима
Тулска област има умерену континенталну климу, са топлим летима и хладним зимама. Просечна јануарска температура је −10 °C (14 °F) на северу и −9 °C (16 °F) на југу. Просечна температура у јулу износи око +19 °C (66 °F) до +20 °C (68 °F). Годишње падавине су 470 mm (19 in) на југоистоку и 575 mm (22,6 in) на северозападу.

## Политика
Током совјетског периода, високи ауторитет у области био је подељен између три особе: први секретар одбора Туле ЦПСУ (који је у стварности имао највећи ауторитет), председник подручног совјета (законодавна власт) и председник Извршног одбора покрајине (извршна власт). Од 1991. године, ЦПСУ је изгубио сву власт, а шеф управе Области, а на крају гувернер је именован / изабран заједно са изабраним регионалним парламентом.
Повеља Тулске Области је основни закон региона. Дума Тулске области је законодавно (репрезентативно) тело покрајине. Дума врши овлашћења доношењем закона, резолуција и других правних аката и надгледањем спровођења и поштовања закона и других законских аката које доноси. Највиши извршни орган је Влада Области, која укључује територијална извршна тела као што су окружне управе, комитете и комисије које олакшавају развој и вођење свакодневних питања покрајине. Администрација Области подржава активности гувернера који је највиши званичник и делује као гарант поштовања повељничке области у складу са Уставом Русије.

## Становништво
| 1989.     | 2002.     | 2010.     |
| --------- | --------- | --------- |
| 1,867,013 | 1,675,758 | 1,553,925 |

Етнички састав (2010):
- Руси - 95,3%
- Украјинци - 1%
- Јермени - 0,6%
- Татари - 0,5%
- Азери - 0,4%
- Роми - 0,3%
- Белоруси - 0,2%
- Немцо - 0,2%
- Други- 1,5%
- 19,778 pљуди је регистровано из административних база података и нису се изјаснили у вези са својом етничком припадношћу. Процењује се да је проценат етничких група у овој групи исти као и код пријављене групе.[8]
- Попис становништва из 2002:
  - Урбани: 1.366.818 (81,6%)
  - Рурални: 308,940 (18,4%)
  - Мушкарци: 755,057 (45,1%)
  - Жене: 920,701 (54,9%)
- Жене на 1000 мушкараца: 1219
- Просечна старост : 41.7 years
  - Урбани: 41.5 years
  - Рурални: 42.8 years
  - Мушкарци: 37.8 years
  - Жене: 44.9 years

2012
- Рођења: 15 499 (10.1 per 1000)
- Смрти: 27 197 (17.7 per 1000)[9]
- Стопа укупног фертилитета:[10]

2009 - 1.31 | 2010 - 1.31 | 2011 - 1.32 | 2012 - 1.43 | 2013 - 1.42 | 2014 - 1.47 | 2015 - 1.57 | 2016 - 1.56(e)

### Религија
| Религија у Тулској области од 2012. године‍ | Религија у Тулској области од 2012. године‍ | Религија у Тулској области од 2012. године‍ | Религија у Тулској области од 2012. године‍ | Религија у Тулској области од 2012. године‍ |
| ------------------------------------------ | ------------------------------------------ | ------------------------------------------ | ------------------------------------------ | ------------------------------------------ |
|                                            |                                            |                                            |                                            |                                            |
| Руски православци                          | Руски православци                          |                                            | 0                                          | 62%                                        |
| Други хришћани                             | Други хришћани                             |                                            | 0                                          | 2,3%                                       |
| Муслимани                                  | Муслимани                                  |                                            | 0                                          | 1%                                         |
| Духовни али не религиозни                  | Духовни али не религиозни                  |                                            | 0                                          | 19%                                        |
| Атеисти иирелигиозни                       | Атеисти иирелигиозни                       |                                            | 0                                          | 13,3%                                      |
| Други и недефинисани                       | Други и недефинисани                       |                                            | 0                                          | 2,4%                                       |

Према анкети из 2012. године, 62% популације Тулске области се изјашњава као Руски православци, 2% су Други хришћани, 1% су муслимани. Осим тога, 19% становништва изјављује да су духовни али не религиозни, 13% су атеисти, а 3% следи друге религије или није дало одговор на питање.

## Економија
Тулска област је део Централне економске регије. То је истакнути индустријски центар са индустијама као што су металопрерађивачка, инжењеринг, експлоатација угља и хемијска индустрија. Главни индустријски градови су Новомосковск и Алексин. Историјске индустрије, као што су производња ватреног оружја, самоварра и хармоника, и даље играју важну улогу у региону.
Област такође има развијен пољопривредни сектор, који рангира Русију на 33. месту у пољопривредној производњи. Сектор обухвата пољопривреду житарица (пшеница и раж), кромпира, шећерне репе и повртарство, узгој стоке и млечних прозивода.

## Култура
Тулска област има чак 32 музеја. Неколико њих се налази у административном центру области, граду Тули, посебно Музеј оружја у Тули, Тула Кремљ и Тула Музеј Самовара. Још једна важна културна туристичка атракција је кућа и сеоска имовина Лава Толстоја, Јасна Пољана, која се налази 12 км ван града Туле.
Област има и четири професионална позоришта, филхармонијски оркестар и циркус.